# Iván Guerrero
Mario Iván Guerrero Ramírez (30 de novembro de 1977) é um futebolista profissional hondurenho que atua como defensor.

## Carreira
Iván Guerrero fez parte do elenco da Seleção Hondurenha de Futebol nas Olimpíadas de 2000.